# Д’Аркур, Луи Эммануэль
Луи Эммануэль д’Аркур (фр. Louis-Emmanuel d'Harcourt; 22 июня 1844 — 18 сентября 1928), виконт, затем граф д’Аркур — французский государственный деятель.
Второй сын Жоржа Дугласа д’Аркур д’Олонда, маркиза д’Аркура, и Жанны Полы де Бополь де Сент-Олер.
В последние годы Второй империи состоял на дипломатической службе, занимая посты средней важности в Риме, затем в Великом герцогстве Баденском. Во время Франко-прусской войны служил при главном штабе маршала Мак-Магона. После избрания маршала президентом, несмотря на молодость и отсутствие необходимого опыта занял важный пост генерального секретаря кабинета (24 мая 1873).
Современники полагали, что виконт д’Аркур, родственники которого были связаны с политической группой де Брольи, оказывал значительное антиреспубликанское влияние на президента, но из-за недостатка свидетельств оценить его действительную политическую роль затруднительно. После поражения сторонников Мак-Магона на октябрьских выборах 1877 года конституционная партия в декабре добилась удаления д’Аркура из Елисейского дворца, обвинив в организации теневого кабинета и намерении устроить заговор против республики.
В сентябре 1878 был назначен первым секретарем посольства в Вене, но после известия об отставке Мак-Магона в январе 1879 сложил полномочия. В 1881 вышел в отставку с военной службы, в дальнейшем был заметной фигурой светской хроники, как видный член Джокей-клуба, а также занимался благотворительностью и был вице-президентом французского Красного креста.

## Семья
Жена (1887): Ифигения фон Сина цу Ходос унд Киздия (1846—1914)